# مقعد الأمير ماماي السيفي
مقعد الأمير ماماي السيفي أو بيت القاضي هو عبارة عن جزء من قصر الأمير ماماي السيفي الذي شيده سنة 901 هـ/1469م، وكان أحد كبار أمراء السلطان قايتباى. طول المقعد 32 مترا وارتفاعه حتى السقف 1120م. أطلق على المقعد اسم بيت القاضي نظراً لأن المحكمة الشرعية كانت تعقد فيه في زمن الحملة الفرنسية وخلال السنوات التي سبقت تولي محمد علي أمور الحكم سنة 1805.